# Artemis Records
Artemis Records war ein in New York ansässiges Independent-Label. Gegründet wurde es 1999 von Danny Goldberg; als Präsident und CEO fungierte Daniel Glass. Obwohl das Label zeitweilig namhafte Künstler unter Vertrag hatte wie etwa die Pretenders, Rickie Lee Jones und den alternativen Singer-Songwriter Steve Earle, stellte es 2006 seine Tätigkeit als eigenständiges Musiklabel ein. Nach einer vierjährigen Sublabel-Präsenz unter dem Dach von V2 Records wurde der Bestand 2010 von Entertainment One übernommen.

## Unternehmensgeschichte
Label-Gründer Danny Goldberg sowie Geschäftsführer Daniel Glass hatten vor der Gründung von Artemis Records einschlägige Karrieren im Musikbusiness absolviert. Goldberg hatte als Journalist bei der Musikzeitschrift Rolling Stone angefangen, beim Swan-Song-Records-Label der Rockgruppe Led Zeppelin gearbeitet sowie Management-Funktionen bei Mercury Records, Warner Bros. Records und Atlantic Records ausgeübt. Glass begann seine Karriere als DJ in den späten 1970er- und frühen 1980er-Jahren. Später übte er leitende Funktionen aus bei Chrysalis Records, SBK Records, EMI und Universal. Weitere Führungspositionen im neuen Unternehmen hatten Chris Scully (Finanzchef), Greg Barbero (Artemis Classics) und Jeanne Drewsen (Vizepräsidentin).
Zu seinen Hochzeiten – etwa von 2001 bis 2003 – hatte Artemis Records einen führenden Anteil am US-Independentmarkt. Mit Gold oder Platin ausgezeichnet wurden unter anderem Alben von Kittie, Kurupt und Khia sowie das Album Whe Let The Dogs Out von Baha Men. Darüber hinaus publizierte Artemis Records Alben der Pretenders, von Rickie Lee Jones, der Josh Joplin Group, von Jimmie Vaughan, fünf Alben von Steve Earle sowie drei von Warren Zevon – darunter den Grammy-Awards-Gewinner The Wind. 2006 wurde Artemis Records von der ebenfalls in New York ansässigen Sheridan Square Entertainment LLC (SSE) übernommen. Zur neuen Label-Gruppe gehörten Artemis Records, Artemis Classics, Vanguard Classics, Triloka Records, Tone-Cool Records, Ropeadope, Compendia sowie die Vertriebsgesellschaft Musicrama. Ein weiterer Zugang 2006 war die North America Division von Richard Bransons Unternehmen V2 Records. SSE fusionierte letzteres mit dem ehemaligen Bestand von Artemis Records. Neuer übergreifender Name war nunmehr V2 North America. Im Rahmen einer Zwangsversteigerung erwarb 2009 das neu gegründete Unternehmen IndieBlue Music Holdings LLC das Geschäft von SSE, darunter auch V2 North America. IndieBlue wiederum wurde 2010 von Entertainment One erworben.

## Label-Künstler (Auswahl)
Als Künstler von Artemis Records vertrieben wurden unter anderem: Baha Men, Better Than Ezra, Black Label Society, Boston, Dog Fashion Disco, Dope, Steve Earle, The Fabulous Thunderbirds, The Fugs, John Hiatt, Jaguar Wright, Rickie Lee Jones, Josh Joplin Group, Khia, Kittie, Kurupt, Little Barrie, Lisa Loeb, Alan Parsons, The Pretenders, Ruff Ryders, Jill Sobule, Spacehog, Sugarcult, Jimmie Vaughan, Peter Wolf und Warren Zevon.